# El cop de cap
El cop de cap (títol original: Coup de tête) és una comèdia dramàtica francesa dirigida per Jean-Jacques Annaud estrenada el 1979. Ha estat doblada al català.

## Argument
François Perrin és davanter en l'equip reserva de la ciutat de Trincamp, on tot és futbol. En un entrenament empeny, de manera legal, Berthier, el jugador estrella del club, que cau. Encara que Berthier no té res, aquest incident li val a Perrin l'exclusió en principi de l'equip, després de la fàbrica, del qual l'amo, Sivardière, és també el president del club. A continuació, provant de guanyar-se la vida amb petites feines, és expulsat del bistro "Le Pénalty", on hi va normalent, per l'amo Berri, després d'haver estat provocat per Berthier.
Mentre s'afanya a abandonar la ciutat, esdevé el culpable ideal per endossar-li una temptativa de violació, comesa en realitat per Berthier. Víctima d'un fals testimoniatge de dos membres del staff, Brochard i Lozerand, que han reconegut Berthier, François llavors ingressa a la presó.
En un desplaçament per un partit important de la Copa de França, l'autobús dels jugadors de l'equip acaba en la cuneta després d'un accident. El President del club compta els ferits: falta un bon jugador si l'equip vol guanyar el partit. Un home faria perfectament la feina: François Perrin. François és llavors tret de la presó per l'ocasió. El seu primer moviment és d'anar a violar la seva pretesa víctima Stéphanie, però davant d'ella no se'n sent capaç. Aprofiten per conèixer-se millor.
Perrin fa guanyar el seu equip marcant els dos gols de la victòria. Esdevé així l'heroi local i, aprofitant de la seva sobtada notorietat, decideix venjar-se. Stéphanie, després d'haver investigat i haver trobat un altre testimoni, del qual ignorava l'existència, que li confirma que ha estat amenaçada per Brochard i Lozerand amb la finalitat d'incriminar falsament Perrin, decideix retirar la seva denúncia a comissaria. Desitja igualment denunciar Brochard, Lozerand i Sivardière, però Perrin li demana esperar sis dies, el temps que la seva venjança prengui forma.
Convida el mateix vespre Sivardière, Brochard, Lozerand, Berthier, Berri, els dos inspectors de policia que l'havien detingut, així com l'entrenador de l'equip, i les seves dones. I, començament a menjar, els amenaça, després d'haver-los explicat la seva versió dels fets :
promet a Brochard, amb el cotxe que aquest li ha prestat graciosament, anar al seu distribuidor ;
- avisa Lozerand, el venedor de mobles, que destruirà els seus productes, amb destral o cremant-los ;
- diu a Berri que la vitrina del seu cafè serà destruïda ;
- anuncia als dos inspectors que anirà a retre'ls visita, i que els posarà les manilles, al seu torn ;
- descriu les condicions del seu futur empresonament a Berthier, cosa que permet als inspectors, que no eren pas al corrent dels falsos testimoniatges, de comprendre qui era l'autèntic responsable de l'intent de violació, vist la relativa semblança entre Berthier i Perrin.

Finalment, recorda a tothom que a la menor resistència, farà veure que l'han ferit i que els acusarà davant els seguidors.
Sivardière torna a casa seva amb la seva dona, observant que Perrin no els ha pas amenaçat directament. Però François segueix Sivardière, i aborda la seva dona quan estan a punt d'arribar-hi. Sivardière creu que Perrin vol violar-la, però aquest en té prou en deixar-la al mig del bosc, deixant-la tornar a peu. Els inspectors de policia, alertats, envien Sivardière a passeig.
L'endemà, Brochard ha erigit una barrera de cotxes amb la finalitat de protegir el seu concessionari. Però mostrant al seu aprenent que està protegida per totes bandes, trenca ell mateix tota aquesta protecció i s'enfonsa en el seu despatx. Lozerand i la seva dona han passat tota la nit buidant el seu magatzem, però aquest és encara ple quan Perrin arriba. Lozerand, volent baixar la persiana de ferro, trenca el mecanisme. Berri, preveient, ha demanat una nova vitrina, suposant que l'actual serà fatalment trencada per Perrin.
Però Perrin no ha fet res: s'acontenta de tornar el cotxe a Brochard, de passar prop del magasin de Lozerand, a continuació davant "Le Pénalty" (Berri no pot llavors anul·lar la comanda). A continuació torna a sorprendre Stéphanie, com quan va sortir de la presó. Aquesta vegada, ella l'espera.

## Repartiment
- Patrick Dewaere: François Perrin
- France Dougnac: Stéphanie
- Jean Bouise: Sivardière
- Michel Aumont: Brochard
- Paul Le Person: Lozerand
- Corinne Marchand: Sra. Sivardière
- Robert Dalban: Jeanjean
- Bernard-Pierre Donnadieu: Lucien
- Janine Darcey: la secretària
- Catherine Samie: Sra. Bertrand
- Dora Doll: la religiosa
- Dorothée Jemma: Marie
- Maurice Barrier: Berri
- Hubert Deschamps: El director de la presó
- Gérard Hernandez: l'inspector de policia
- Michel Fortin: Langlumey
- Patrick Floersheim: Berthier
- Marianne Lors: Sra. Berthier

## Producció

### Gènesi i desenvolupament
En una interview concedida a la revista So Foot, Jean-Jacques Annaud deia que havia tingut la idea de la pel·lícula seguitn l'epopei de l'En Avant de Guingamp (llavors modest club regional) en la copa de França de futbol 1972-1973. El nom Trincamp ha estat trobat pel director per acostar-lo amb Guingamp.

### Càsting
Els verdaders jugadors
L'equip de Trincamp i el seu adversari l'USTT eren en realitat, llevat dels jugadors Perrin i Berthier, els verdaders jugadors de l'Associació de la joventut auxerroise (AJ Auxerre) (Trincamp) i de l'Espérance Sportive Troyes Aube Champagne (Troyes AC) (la USTT), les escenes del partit van ser rodades a la mitja part del derby Auxerre-Troyes (0-0).
Els jugadors identificats:
- porter de Trincamp: Marian Szeja
- el "polonès" de Trincamp: Paul Brot
- el "junior" que agafa l'estàtua de miracle: Jean-Paul Noël
- jugadors d'Auxerre identificats en l'equip de Trincamp: Jean-Michel Geffroy, Philippe Delancray
- porter de l'USTT: Jean-Luc Arblay
- golejador de l'USTT: Jean-Luc Maranelli
- jugadors de Troyes identificats en l'equip USTT: Fabrice Peltier, Bruno Differding.

Guy Roux és d'altra banda als crèdits com a conseller tècnic i esportiu.

## Premis i nominacions
Jean Bouise ha rebut el César al millor actor secundari l'any 1980 per la seva interpretació.

## Al voltant de la pel·lícula
- Cop de cap és l'única pel·lícula de Jean-Jacques Annaud que té un argument contemporani.
- A Les Petits Mouchoirs, Marion Cotillard mira Cop de cap després d'haver dormit amb el seu amant (Matthieu Chedid).